# Brementia illgi
Brementia illgi is een eenoogkreeftjessoort uit de familie van de Notodelphyidae. De wetenschappelijke naam van de soort is voor het eerst geldig gepubliceerd in 1974 door Laubier & Lafargue.